# 2221 Chilton
2221 Chilton (1976 QC) là một tiểu hành tinh vành đai chính. Nó được phát hiện ngày 25 tháng 8 năm 1976 ở Đài thiên văn Đại học Harvard. Nó được đặt theo tên của Jean Chilton McCrosky, vợ của nhà thiên văn học Richard E. McCrosky.